# アーチャー・マーティン
アーチャー・マーティン（Archer John Porter Martin, 1910年3月1日 - 2002年7月28日）はイギリスロンドン出身の化学者。分配クロマトグラフィーの開発により1952年のノーベル化学賞をリチャード・シングと共に受賞した。

## 生涯
総合診療医の父のもとに生まれ、ベッドフォード校とケンブリッジ大学で教育を受けた。最初は物理化学実験室で働き、その後ダン・ニュートリショナル研究室に移り、1938年にはリーズにある羊毛産業調査研究所へ配属された。1946年にブーツピュアドラッグ社の生化学部門の統括になり、1948年までその職にあった。彼はこの時、医学研究評議会の職も掛け持ちしていた。1952年、国立医学研究所の物理化学部門の部長となった。また、1956年から1959年まで化学顧問の職にあった。1950年王立協会フェロー選出。1963年リーバーヒューム・メダル受賞。
生化学を専門にしており、ビタミンEとビタミンB2の性質を調べ、クロマトグラフィーによる分類を行い、その技術の確立に寄与した。また、アミノ酸の分離においてもクロマトグラフィーを用い、気液クロマトグラフィーや分配クロマトグラフィーを開発した。